# Veske (Saaremaa)
Koordinaten: 58° 33′ N, 22° 42′ O
Veske ist ein Dorf (estnisch küla) auf der größten estnischen Insel Saaremaa. Es gehört zur Landgemeinde Saaremaa (bis 2017: Landgemeinde Leisi) im Kreis Saare.
Das Dorf hat 25 Einwohner (Stand 31. Dezember 2011). Er liegt unmittelbar südlich von Leisi.
Westlich des Dorfkerns fließt der Fluss Leisi (Leisi jõgi), der in die Ostsee mündet.